# LEGO Mars Mission
LEGO Mars Mission is een LEGO-thema dat rond de zomer van 2007 werd uitgebracht. Het bevatte onder andere een aantal populaire sets van eerdere LEGO-series die ongeveer hetzelfde thema had, en zijn dus zo opnieuw uitgebracht in een nieuw jasje. Het werd in 2009 stopgezet.

## Producten
LEGO Mars Mission bevatte uiteindelijk 14 complete sets, waarvan 8 werden uitgebracht in 2007 en 6 werden uitgebracht in 2008. Er werden nog 3 kleine sets apart verkocht die uit rond de 10 onderdelen bestonden. De serie wordt gekenmerkt door de huisstijlkleuren wit en oranje. LEGO besloot uiteindelijk om LEGO Space Police verder uit te breiden, en de producten van LEGO Mars Mission stop te zetten in begin 2009.

## Verhaal
Op Mars is een nieuwe energiebron ontdekt: de energiekristallen. Een groep mijnwerkers van de Aarde werden naar Mars gestuurd om zo veel mogelijk kristallen te verzamelen. Ze worden bij deze missie gedwarsboomd door aliens die zich hun energiebron niet zomaar laten afpakken.